# Flash Airlines
Flash Airlines — колишня приватна авіакомпанія, що базувалася в Шарм-еш-Шейху (Єгипет).
Компанія володіла двома літаками «Боїнг 737-300» і здійснювала недорогі чартерні рейси як всередині Єгипту, так і між ним та іншими країнами.
3 січня 2004 року, один з літаків авіакомпанії впав у Червоне море незабаром після зльоту з Шарм-еш-Шейха.
В ході розслідування, в діях компанії були виявлені три порушення:
1. У пілотів не було кисневих масок
2. У пасажирів було мало кисню
3. Деякі прилади в кабіні не працювали

Однак, остаточної причини аварії названо не було, так як літак затонув на великій глибині, і велика частина уламків була недоступна для обстеження. У підсумку, в тому ж 2004 році компанія припинила існування.